# Will Sharpe
William "Will" Tomomori Fukuda Sharpe, född 22 september 1986 i Camden, London, är en brittisk skådespelare.
Sharpe är född i London men tillbringade mycket tid som ung i Japan då hans mor är japanska. Han har har bland annat utbildat sig i klassiska studier vid Universitetet i Cambridge. Han har bland annat medverkat i filmerna A Real Pain och nyinspelningen av Emmanuelle där han spelar en av huvudrollerna. I TV-serien Too Much spelade han Felix, även det en av huvudrollerna.

## Filmografi (i urval)
- 2022 – The White Lotus (TV-serie)
- 2024 – A Real Pain
- 2024 – Emmanuelle
- 2025 – Too Much (TV-serie)